# 市郊圣若翰洗者堂
市郊圣若翰洗者堂（Église Saint-Jean-Baptiste du Faubourg）是一座罗马天主教教堂，位于法国罗讷河口省普罗旺斯地区艾克斯塞克斯提乌斯林荫道（cours Sextius）36号。

## 历史
这座教堂建在一座古老的教堂建筑上。 它由建筑师劳伦特·瓦隆（Laurent Vallon，1652-1724年）设计，建于1697-1702年。 艾克斯的一位詠禱司鐸若翰洗者·杜查（Jean-Baptiste Duchaine）捐赠了部分建堂费用。 教堂的平面形状为希腊十字。它在十九世纪进行扩建。
教堂内的祭坛可追溯到十八世纪。 此外，教堂内的讲道坛是由让-巴蒂斯特·拉姆博特设计的。 1821年，查尔斯·德·拉·福斯（1636-1716）的一幅画捐赠给教会。还有两幅米歇尔·塞雷（1658-1733年）的画作。
画家保罗·塞尚（1839–1906年）在这个教堂里与霍滕斯·菲奎特结婚。

## 目前
2013年12月，举行了一场传统的普罗旺斯方言弥撒。

## 保护
1983年，它被列为法国历史遗迹。